# Little Lord Fauntleroy (film 1921)
Little Lord Fauntleroy è un film muto del 1921 diretto da Alfred E. Green e da Jack Pickford.
È la terza versione cinematografica dal romanzo Il piccolo Lord (1885) di Frances Hodgson Burnett - un classico della letteratura per ragazzi - dopo quella inglese del 1914 (con Gerald Royston) e quella ungherese del 1918 (con Tibor Lubinszky).
Prodotto dalla Mary Pickford Company, il film vede Mary Pickford nei panni del piccolo Lord ma anche in quelli di sua madre Dearest.
La quasi trentenne Mary Pickford non era nuova a ruoli adolescenziali, anzi in essi si era specializzata con una lunga serie di film di successo, da Una povera bimba molto ricca (1917), a Rebecca of Sunnybrook Farm (1917), The Little Princess (1917), Papà Gambalunga (1919) e Pollyanna (1920). Ciò era allora comune secondo le consolidate convenzioni teatrali e cinematografiche dell'epoca, così come lo era che ruoli adolescenziali maschili fossero affidati ad attrici. Anche qui Pickford veste con molta disinvoltura i panni dell'adolescente, a fianco di "reali" attori bambini, "divertendosi" anche a interpretare la parte della madre. Pickford ancora si cimenterà con successo in ruoli adolescenziali negli anni a venire, in Little Annie Rooney (1925) e in Sparrows (1926).
Quanto alla storia del piccolo Lord, essa conoscerà numerosi altri adattamenti cinematografici e quindi anche televisivi, tra cui i più famosi restano la versione del 1936 (con Freddie Bartholomew) e quella del 1980 (con Rick Schroder).

## Trama
A New York, all'inizio del 1880, il piccolo Cedric vive poveramente ma con dignità con l'adorata mamma, una giovane vedova. Cedric è molto popolare nel quartiere, ed è amato dalla gente del posto. Quando, dall'Inghilterra giunge Haversham, un avvocato, viene a sapere che suo padre, il capitano Errol, era il figlio minore del conte di Dorincourt da cui era stato diseredato per aver voluto sposare una donna di rango inferiore. Ora, dopo la morte di Bevis, il figlio maggiore scomparso senza eredi, l'unico che resta è il piccolo Cedric che Haversham ha il compito di portare con sé dal nonno, che vuole educarlo come un vero piccolo Lord. Il vecchio signore, però, non vuole nemmeno conoscere Dearest, la nuora, ritenendola solo una cacciatrice di dote. Così, mentre Cedric va a vivere al castello, sua madre è costretta a vivere al villaggio.

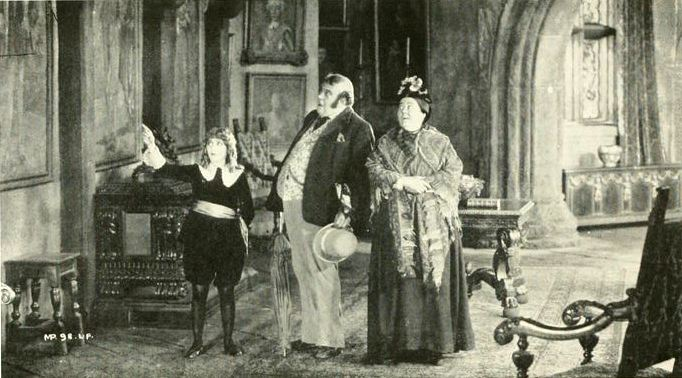
Cedric mostra il castello a Mrs. McGinty e a Hobbs, appena giunti da New York

L'innocenza di Cedric e il suo buon carattere conquistano ben presto il burbero nonno. Il piccolo si interessa anche alle misere condizioni di vita dei fittavoli e spinge il conte a migliorarle. All'improvviso, però, ricompare Haversham, questa volta insieme a una donna che sostiene di essere la vedova di Bevis e la madre di un bambino di cui rivendica il diritto al titolo di Lord Fauntleroy. Il conte resta sfavorevolmente colpito da quella donna volgare e avida e si pente di aver così male giudicato Dearest, ma non può far niente perché i documenti esibiti sembrano a posto. La notizia arriva fino in America. A New York, i vecchi amici di Cedric la leggono sul giornale e uno di questi riconosce in una fotografia la moglie di suo fratello, che era sparita insieme al figlio. I tre amici decidono così di andare in Inghilterra dove smaschereranno l'imbrogliona e metteranno le cose a posto, conquistandosi la gratitudine del conte che ormai ama profondamente il nipote che ha saputo toccargli il cuore.

## Produzione
Il film fu prodotto dalla Mary Pickford Company.

### La fotografia

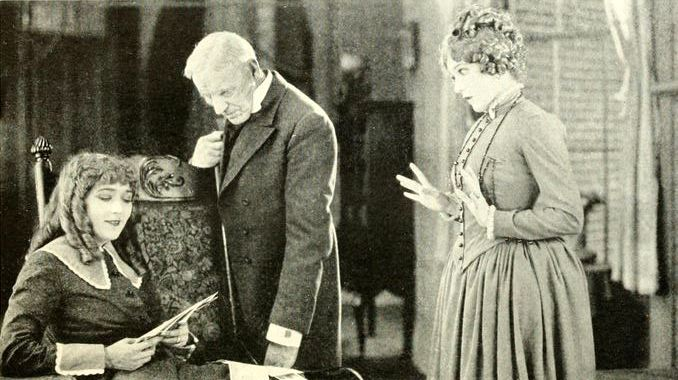
Joseph J. Dowling insieme a Mary Pickford nel doppio ruolo nello stesso fotogramma del piccolo Lord e di sua madre

Il direttore della fotografia Charles Rosher dovette risolvere molti problemi legati al doppio ruolo della protagonista, Mary Pickford, che interpretava nello stesso film sia il piccolo Cedric che Dearest, la madre del piccolo Lord, con i due personaggi che apparvero insieme non solo nella stessa scena, ma addirittura nello stesso fotogramma. I problemi tecnici nascevano anche dal fatto che Cedric doveva essere molto più piccolo della madre che doveva, ovviamente, apparire più alta di lui.

## Distribuzione
Distribuito dall'United Artists, il film uscì nelle sale il 15 settembre 1921. Incassò negli Stati Uniti 900.000 dollari; nel resto del mondo, 1.08.882 dollari. Copia del film è conservata negli archivi del "Mary Pickford Institute for Film Education film collection".

### Date di uscita
IMDb e Silent Era DVD
- USA	15 settembre 1921
- Finlandia	16 dicembre 1923
- Portogallo	22 marzo 1926
- USA 1º marzo 2005 DVD

Alias
- El pequeño Lord Fauntleroy 	Spagna
- Lille Lord Fauntleroy	Danimarca
- O Pequeno Lord Portogallo
- O mikros lordos	Grecia